# لیلی نووی
لیلی نووی (انگلیسی: Lili Novy; ۲۴ دسامبر ۱۸۸۵ – ۷ مارس ۱۹۵۸) زبان‌شناس، مترجم، شاعر، نویسنده کودکان، و نویسنده اهل یوگسلاوی بود.